# 안경신
안경신(安敬信, 1888년 7월 22일~?)은 구한 말, 대한제국, 일제강점기의 독립운동가이다.
평안남도 대동에서 출생하였으며, 1919년 3·1운동이 일어나자 평양에서 군중을 선동, 만세를 부르다 체포되어 20여 일 동안 구류를 살았다. 이 해 11월 오신도·안정석과 ‘대한애국부인회’를 조직하여 활약(주로 모집한 군자금을 임정에 전달하는 역할)하다가 상해 임시정부 수립(1919년 4월 11일) 후 1920년 초 상하이로 건너가 임시정부 요인들과 가깝게 지냈다. 그 해 미국 의원단이 한국에 오자, 평안남도 안주에서 경찰 1명을 쏘아 죽인 후 평안남도 도청에 폭탄을 던졌다. 이 때 안경신은 임신 5개월된 임산부의 몸이었다.
1921년, 체포되어 사형 선고를 받았으나 대한민국 임시정부의 노력으로 10년으로 감형되었다. 7년이 되던 해 가출옥을 해 친오빠의 집에 갔다는 기록이 있다. 그 뒤의 행방은 묘연하다. 1962년 대한민국 건국 공로 훈장 단장이 수여되었다.

## 활동

### 군자금을 상해 임정에 전달하다
대한애국부인회는 임원을 선출한 후 지부를 설치했는데, 평양감리회지회, 평양장로회지회, 진남포감리회지회, 진남포장로회지회, 강서군감리회지회, 함종감리회지회, 증산감리회지회, 순천장로회지회 등 8개 지부가 가입했다. 이 지부들은 새로 설립된 것이라기보다는 기존의 지방부인회를 지회로 흡수한 것이었다. 전 회원이100여명에 이르렀다.
안경신은 대한애국부인회의 교통부원이었다. 교통부원은 본부에서 모집한 군자금을 상해임시정부에 전달하는 임무를 맡았다. 부인회 강서지회의 군자금을 상해에 전달하는 일은 안경신의 몫이었다. 강서지회는 1919년 3.1 만세운동직후에 한독신(강서군 강서면 덕흥리 출신)을 비롯한 여성 4명이 만든 국민향촌회를 그 해 6월에 5명으로 재조직한 단체로 상해 임정의 독립운동 원조기관이다. 강서지회의 회장은 한독신이었고, 부회장 겸 서기는 박영복(29세)이었다. 회원으로는 강마리아(27세), 박경순(49세), 홍순실(60세)이 활동했다.
이들은 군자금 모집에 총력을 기울였다. 모은 군자금은 안경신을 통해 상해임시정부에 전달하였다. 강서지회가 활약한 건 2년 간이었다. 1921년 6월에 발각되어 전원 체포된다. 대한애국부인회는 1920년 10월에 일경에 대대적으로 검거됐다. 이 때까지 이 조직에서 모집한 군자금은 2천 4백여 원이나 되었다. 지금의 가치로 따지면 수 억원의 돈이다. 당시 임원과 회원들이 체포되었으나 안경신은 붙잡히지 않았다.

### 상해임정의 군사기관인 광복군총영에서 활약
대한애국부인회 조직이 일경에게 발각되어 더 이상 활동이 불가능해지자 안경신은 상해임시정부가 있는 중국으로 피신했다. 안경신은 1920년에 조직된 대한광복군 총영에 가담하여 활동하기 시작했다. 총영은 상해 임시정부의 군사기관이었다. 그녀는 대한애국부인회의 동지들에게 이런말을 했다. "나는 3․1운동에 참여하였지만 그때는 큰 효과를 내지 못하였다. 그 까닭은 우리 백성의 단결력이 미치지 못하였기 때문이다. 나는 일제침략자를 놀라게 해서 그들을 섬나라로 철수시킬 수 있는 방법이 무엇인가를 곰곰이 생각해보았다. 그것은 무력응징 밖에없다. 투탄(投彈), 자살(刺殺), 사살(射殺)과 같은 공격이 효과가 있을것이라고 믿는다."
그녀의 생각은 당시 상해 임시정부의 독립전쟁 방략과 맥을 같이 하고 있었다. 대한광복군 총영에 가담했던것도 그 때문이다. 상해임시정부는 1920년을 '독립전쟁의 해'로 선포했다. 이런 가운데 남북 만주각지에서 각각 활동하던 독립운동 무장단체들은 통일전선을 형성해서 독립군 단합부대로서 일본과 전투를 전개하고자 하였다. 임시정부 평북독판부, 대한청년단연합회, 대한독립단 등의 대표들이 남만 관전현에서 첫 회합을 가졌다. 이어 남만주의 한족회를 비롯한 여러 단체들이 회동한 뒤 '통일 5원칙'을 마련한다.
1. 각 단체의 행동 통일 기관을 설치하고 국내 왜적의 행정기관 파괴사업을 실행하되, 각 단체의 개별적 명의로 하지말고 반드시 상해 대한민국 임시정부의 지정하는 명의로 할 것
2. 연호는 대한민국 연호를 사용할 것
3. 대한민국 임시정부에 대표를 파견하여 이상 사실을 보고하고 통일법명을 요청할것
4. 통일기관은 국내와 접근한 압록강 연안 적당한 지점에 둘 것
5. 통일기관 경비는 원칙적으로 각 단체가 평균 부담하되 국내로부터 특별 수입금은 통일기관 군사비에 보충할 것

### 일제의 건축물 파괴 · 우두머리 암살을 맡은 광복군 총영
1920년 2월 대한독립단, 한족회, 대한청년단연합회 등의 대표들은 상해 임시정부를 방문하여 남북 만주 일대의 독립무장투쟁을 설명하고 위의 결의안 시행에 대한 승인을 요청하고 허락을 받았다. 그래서 임시정부는 1920년 7월 26일 군무부 직할의 대한광복군사령부 설치안을 의결하고 규정을 제정한 후 8월 1일부 시행으로 공포하였다. 사령부 본부는 관전현에 두고 8월10일 사령장 조맹선을 비롯하여 8개국, 6개령의각 장 사령부 간부진과 임원을 임명하였다. 그런데 당시 조맹선은 중․러 국경지대에서 독립군 양성작업에 전념하고 있었기 때문에 참모장 이탁이 사령장 대리를 겸하도록 조치하였다. 광복군사령부의 편제가 완성되고 조직이 출범한 후, 광복군 총영도 예하조직으로서 활동을 시작했다.
광복군 총영의 창립시기와 조직의 성격에 대해 학계에서는 연구자에 따라 약간관점이 다르다. 광복군 총영을 광복군사령부가 창립되기 전에 보는 관점이 있는 반면, 같은 조직으로 보기도 하고 한편으로는 광복군사령부의 기능이 상실되자 재조직된 것이 광복군 총영인 것으로보기도 한다.
김영범의 '의열투쟁 I : 1920년대'(한국독립운동사편찬위원회, 2009년)에서는 광복군사령부와 광복군 총영은 별도의 조직으로 창립되었으나 이에 대한 근거로는 광복군 총영의 총영장이던 오동진을 광복군사령부의 제2영장으로 임명한 것에서 찾고 있다. 광복군 사령부와 광복군 총영이 별도의 조직으로 창립되었다고 해도 결론적으로는 광복군 총영은 광복군사령부가 창립된 후에는 임시정부의 군사기관이었음에는 틀림없다. 광복군사령부는 독립전쟁을 수행하는 상해임시정부 직속 정규군의 총 지휘부이며, 광복군총영의 활동 목적은 “적의 통치기관 건축물 파괴, 적괴(적의 괴수)․창귀(倀鬼, 악당) 암살, 적의행정기관의 교란” 이었다. 광복군사령부는 만주에서 국내 진공(진격)작전을 수행하는 독립전쟁, 광복군 총영은 국내 작탄(炸彈)투쟁이 주요 목적이었다.

### 미국의원 시찰단의 방문을 기회로
상해 임시정부에서는 1920년 7~8월 중에 미국의원시찰단이 필리핀, 중국, 일본 등을 시찰방문하는데 한반도도 그 여정에 포함되어 있다는 소식을 듣고 이를 기회로 세계여론에 한국독립의 필요성을 호소하려 하였다. 1920년 7월5일 100여명의 미국의원 시찰단이 가족을 동반하여 미국 샌프란시스코를 출발하였다. 시찰단의 일정은 8월 15일 선편으로상해에도착한후남경, 북경, 천진을 거쳐 8월 23일 봉천을 출발하여 신의주를 거쳐 24일 서울로 왔다가 25일 부산을 출발해 동경으로 가는 것이었다.
상해 임시정부에서는 임시정부 중심의 외교노력을 전개하는 한편, 국내에서는 작탄거사를 통해 민심을 불러일으킴으로써 대대적인 시위를 촉발시켜 미국과 세계 여론에 한국 독립을 호소하자는 계획을 세웠다. 임시정부에서는 미국의원단의 상해 체류시 그들과 만나서 선전물을 전달하고 가두시위를 전개한다는 계획을 세웠다. 광복군 총영에는 국내 폭탄 거사 및 실행명령을 내렸다.

### 영국인 초빙해 폭탄제조법 교육받아
광복군 총영에서는 서울, 평양, 신의주 등 세도시에서 폭탄거사를 실행하기로 결정하였다. 먼저 대원 13명을 선발해서 3개 대로 나누어 밀파하였다. 거사용 폭탄은 구국모험단이 12개를 제조해서 임득산이 안동(오늘날 단동)의 이륭양행까지 운반한 후 의용단의 각 지단(支團)으로 보냈다.
3․1만세운동 직후 만주에 있던 이동녕, 이시영, 조소앙 등이 상해 임시정부에 참여하면서 망명 청년들의 독립정신을 수렴하여 이들을 한 곳으로 결집하기 위해 중국 공동 조계 내에 폭탄제조 학습소 겸 권술수련소를 비밀리에 설치하였다. 6월에 약 40명의 청년들이 “작탄으로 구국의 책임을 부담할 목적”으로 구국모험단을 결성하였다. 그리고 폭탄제조법 강습이 시작되었다. 폭탄제조법 교육은 영국인과 광동인을 교사로 초빙하여 이루어졌다.
결사대 제1대는 김영철, 김성택, 김최명, 제2대는 장덕진, 박태열, 문일민, 우덕선, 안경신, 제3대는 이학필, 임용일, 김응식 등이었다. 제1대는 서울, 제2대는 평양, 제3대는 선천과 신의주 방면을 맡았다. 이중에서 안경신 선생이 속해있던 제2대만 폭탄거사에 성공하였다.

### 결사대 제2대의 안경신, 평양에 폭탄반입
제1대는 모두 평안도 출신으로 3․1만세운동에 참여했다가 만주로 망명한 후 대한독립단원으로 활동했다. 이들은 1920년 7월 12일 관전현안자구 본영에서 출발, 압록강을 건너 국내로 들어왔다. 서울로 가는 도중 친일파로 유명했던 평북 자성군수와 황해도 장연군수를 처단하였다. 이 사건으로 일경의 경계가 심해져 다시 함경도로 우회하였다가 포목행상으로 위장한 후무기를 감추고 7월 31일 서울 잠입에 성공하였다. 8월 23일 김최명은 종로경찰서, 김영철은 이완용의 집, 24일에는 김성택이 서울역에 각각 투탄할 계획이었다. 이는 오동진의 명령에 의한 것 이었다.
그러나 거사 직전인 8월 21일 중국요리집 아서원 6호실에서 성공을 다짐하는 자리를 갖던중 일경에게 전원 체포되었다. 제1대 폭탄거사는 실패하였으며, 모두 최종 판결에서 징역 10년이 선고되었고, 이들은 1929년에 만기 출옥하였다.
제2대는 의용단 평양지단과 긴밀한 협조 하에평양 시내의 일제 통치기관을 투탄하기 위해 국내에 잠입하였다. 이들은 음력 5월 하순 광복군총영을 출발하여 압록강을 건넜다. 압록강을 건넌 후 한 노인의 집에서 음식을 대접받았다. 이들은 식사를 한 다음 2조로 나누어 제1조는벽동 읍내로 들어가 친일파 황계익을 처단하였다. 그리고 경고문을 발포하고 읍민들에게 황의 죄상을 밝혔다.
그들은 서하면으로 가서 파출소를 타격하고 집결지로 무사히 귀환한 후 다시 전 대원들은 의주, 삭주, 구성군을 지나 평남 안주군에서 검문하려는 일경을 사살하였다. 8월 1일 평양성내 잠입에 성공하였다. 이곳에서 의용단 평양지단과 만나 계획을 진행시켰다. 먼저 의용단원 한준관이 운영하는 포목상점을 연락 장소로 정하였다. 안경신 선생은 평양까지 폭탄을 비밀리에 반입하였다. 그리고 일경의 경계망을 뚫고 8월 1일 대동군의 박치은 집으로 일단 몸을 숨겼다.

### 평양 경찰서 파괴조로 뛰어든 안경신
의용단원들이 먼저 거사 분위기를 조성하기 위해 평양 시내 곳곳에 긴급 경고문을 뿌린다. 경고문엔 이렇게 적혔다. "관공서 근무자에게 퇴직을 명령한다. 독립군 염탐자에게 회개를 명령한다. 부자들에게 자금 출연을 권고한다. 일반 국민에게 뜻을 모을것을 권고한다. 8월 3일 밤 9시30분. 의용단과 광복단 대원들은 3개 조로나눠 거사를 단행하였다. 안경신도 합류하였다.
제1조의 목표물은 평남도청. 의용단원 김예진과 17세의 숭실중학교 2학년생 김효록이 평남도청에 폭탄을 던졌다. 그러나 터지지 않아 문일민과 우덕선이 다시 폭탄을 던지자 신축건물 인제3부(평남경찰부)의 담장이 무너지고 유리창이 부서졌고, 일경2명이 폭사하였다.
제2조는 장덕진, 박태열, 안경신. 이들은평양경찰서 앞에 도착해서 도화선에 불을 붙였는데 빗물 때문에 불이 붙지 않았다.
제3조에서는 의용단원 여행렬과 표영준이 평양부청에 투탄하였는데 이도 불발되었다.

### 일본의 언론통제로 사흘뒤에야 사건보도
평양시내서 일어난 3대 폭발 사건은, 언론통제로 2주간 뉴스로 나오지 않았다. 1920년 8월19일자 ‘매일신보’에서는 폭탄 거사가 일어나자마자 취재를 했으나 언론통제로 보도하지 못했다는 것을 다음과 같이 밝혔다.
"이번 달 3일 저녁에 평양에서는 폭탄 사건이 일어나서 제3부를 파괴하고자한 독립당이 있어서 매우 소동되며 평양 천지는 물 끓듯 하였지만 그 때 본사 평양지국에서는 시각을 지체하지 않고 급히 전보로 서폭탄 사건상황을 기별하여 왔었으나 당국의 금지로 인하여 보도치 못하였더니 지금에 비로소 당국이 해금하여 보도의 자유를 얻었음으로 그 일의 전후사실 경과를 평양지국의 통신대로 보도하오."
평양 경찰서 폭파에 실패한 박태열과 장덕진은 황해도 해주로 가서 동양 척식 주식회사를 폭파하려 했으나 엄중한 경계로 뜻을 이루지 못했다. 이후 서간도로 돌아갔다. 평남 경찰부에 폭탄을 던진 문일민과 우덕선도 무사히 귀환하였다.
안경신은 임신상태였기 때문에 대원들과 함께하지 못하고 어느 참외밭으로 피신하였다. 거기서 하룻밤을 지내고 이튿날 아침 기자림에서 문현철을 만나 폭탄 한 개를 건네받고 거사의 기회를 다시 노렸다. 그러나 일경의 경비가 너무 심해서 실행에 옮기지 못하고 피신했다. 안경신은 함경남도 이원군남면 호상리의 최용주집으로 몸을 숨겼다.

### 결사 대제 3대 박치의, 경찰서 폭파
결사대 제3대는 평북 신의주와 선천방면의 거사를 실행에 옮겼다. 신의주를 맡은 이진무와 정인복은 8월 15일 밤 9시경 신의주역으로 들어가서 인접한 호텔을 겨냥하고 연결계단 쪽으로 폭탄을 던졌다. 그러나 계단의 일부만 파괴되고 호텔은 폭파되지 않았다. 선천방면은 이학필, 김응식, 임용일 등이 담당하였다. 이들은 신성중학교 학생 박치의의 도움을받아 거사를 단행하였다. 이들은 8월 24일 선천역과 선천경찰서에 폭탄을 던져 시위를 촉발시키기로 했다. 그러나 일경의 철저한 감시로인해 거사일정이 지연되었다.
다시 9월 1일로 거사일로 정했다. 이날 새벽 3시 선천경찰서가 폭파되어 버렸다. 박치의가 던진폭탄이 폭발했던것이다. 광복군 총영의 인장이 날인된 경고문과 격문이 살포되었다. 박치의는 체포되어 사형판결을 받았다. 1921년 9월 30일 평양 감옥에서 형이 집행되어 순국하였다.
박치의가 체포되자 그의 일가친척을 비롯한 교회 목사 등 20여 명의 주민도 거사 모의 및 협조 혐의로 체포되었다. 이 중에 14명이 평양복심법원에서 2년에서 15년까지의 징역형을 언도받았다. 임용일은 피신하여 상해로 귀환하였고, 이학필은 체포되었으나 탈출하여 만주 본영으로돌아갔다.

### 안경신 체포, 출산한 아기 품에안고 법원 호송
한편, 대동경찰서에서는 안경신이 숨어 있는 곳을 알게 되어 해산 직후인 1921년 3월 20일체포했다. 원산을거쳐 25일에 평양으로 압송되어 26일 출산한 아기를 품에안고 평양 지방법원 검사국으로 호송되었다. 아기는 태어난 지 12일정도 되었다. 안경신은 평양 지방법원 재판정에서 검사로부터 사형을 구형받았다. 이에 상해 임시정부에서 안경신은 이 사건과 전혀 무관하다는 내용을 투서하였다.
당시 상해 프랑스 조계 보창로 광복군 사령장 이탁 자택에서 임시정부 경무국장이던 김구와 장덕진 등이 회합하여 “평남도청 폭탄 사건은 임시정부 특명으로 광복군 사령장의 지휘 하에 결사대장 장덕진이 동지 수명과 더불어 투탄한 것이며, 안경신은 전혀 무관하니 방면하라”는 내용의 투서를 김구, 이탁, 장덕진 등이 연서하여 총독부로 발송했다.

### 임시정부, “안경신무죄주장”총독부에 투서
안경신은 무죄를 주장하며 1심 판결을 불복하고 평양복심법원에 공소하였다. 그녀의 재판은 많은 사람들의 이목을 집중시켰다. 당시 재판상황에 대해 동아일보에서는 다음과 같이 보도하였다. "방청석에는 남녀노소가 입추의 여지가 없이 모여서서 날카로운 시선은 모두 안경신에게 모였더라. 재판장은 사실 심문을 시작하여 피고는 무슨 불만한 일로 사형선교의 1심판결을 불복하고 공소하였는가 함에 피고는 하지 아니한 일을 하였다니까 불만족이 아니고 무슨 일인인가하고 대답하였다. 안경신은 상해 임시정부의 투서가 참작되어 징역 10년형을 선고받았다. 평양감옥에 수감된 지 석달이 못되어 그녀의 어머니가 세상을떠난다. 그녀는 평양 신양리에 거주하고 있던 오빠 안세균의 집으로 갔다. 어렵사리 낳았던 아들이 눈을 뜨지 못하는 장애를 가지고 있었던 걸 그제서야 발견하고 안경신은 이루 말할 수 없는 슬픔을 느꼈다. 엎친데 덮친 것처럼 동지였던 장덕진의 부음을 들었다. 장덕진은 1924년 상해 프랑스 조계에서 중국인과 시비가 붙어 중상을 당한 후 회복되지못하고 세상을 떠났다."
당시 동아일보와의 인터뷰에서 안경신은 이러한 모든 슬픔에 대해 다음과 같이 말했다. "어머니는 돌아가셨고 자식은 병신이오니 어느것이 서럽지 않겠습니까마는 동지 장덕진씨의 비명을 듣고는 눈물이 앞을 가리어 세상이 모두 원수같이 생각됩니다."

### “타협 안되는 자에게 무력응징밖에 없다”
안경신은 독립을 위한 외교적 노력에 대해서는 매우 회의적이었다. 무력적인 투쟁만이 독립을 쟁취할 수 있다고 믿었다. 대한애국부인회의 동지들의 증언에서도 그의 독립노선을 정확하게 읽을 수 있다. 안경신은 비록 몸은 작고 보잘 것 없이 생긴 외모를 가지고있으나 그녀는 결코 그렇지 않다. 외모보다는 내면의 세계가 알차고 강인한 투쟁정신으로 일관되어 있음을 나는 확신한다. 한번은 나에게 ‘오늘의 사태를 해결하는 길은 독립의 청원이나 협상으로는 결코 달성될 수 없다. 협론으로 타결이 안 되는 상황 속에서 우리가 취할 약간의 가장 바람직한 방법은 무엇이 가장 가능할 것인가. 그것은 무력적 응징 외에 또 무엇이 있겠는가?’ 하였던 매몰찬 증언을 나는 극명하게 기억하고 있다. 동지 최매지 또한 안경신의 확고한 항일 의열항쟁의 신념을 다음과 같이 말했다.
"독립투쟁가가 많이 있고 여성투쟁가도 수없이 있다. 그러나 안경신같이 시종일관 무력적 투쟁에 앞장서서 강렬한 폭음과 함께 살고 죽겠다는 야말찬 친구는 처음 보았다. 너무 강폭한 투탄 폭살 투쟁으로 오히려 해를 받는다면 항일투쟁에 가담 활동하지 아니함만 같지 못하게 아니냐고 물으면 그녀는 잔잔한 미소만 띠고 긍정하지 않았다." 이와 같이 그의 독립에 대한 의지는 철저하였다. 어떤 것도 두려워하지 않고 폭탄 거사에 과감하게 참여했다.

위 글은 2018년 5월 9일 아주경제가 국가보훈처와 함께하는 '여성 독립운동가 재조명' 사업의 일환으로, 윤정란 서강대 교수가 집필한 글을 편집한 것입니다.